# England und Wales

England und Wales innerhalb des Vereinigten Königreichs

England und Wales (englisch: England and Wales, walisisch: Cymru a Lloegr) bilden ein Gebiet gemeinsamer Rechtsprechung, es umfasst die Landesteile England und Wales innerhalb des Vereinigten Königreichs. Es ist verfassungsrechtlich gesehen Nachfolger des Königreichs England und ist mit einem einheitlichen Rechtssystem ausgestattet, dem English law.

## Geschichte
Bereits kurz nach der normannischen Eroberung Englands (1066) begannen die Normannen, Teile von Wales zu erobern. In zwei Feldzügen konnte der englische König Eduard I. bis 1283 Wales schließlich erobern. Der englische, später britische, Thronfolger trägt seit dieser Zeit den Titel Prince of Wales („Fürst von Wales“). Gegen die englische Herrschaft gab es mehrere Rebellionen, deren bedeutendste die Rebellion von Owain Glyndŵr war, der sich 1400 zum Fürsten von Wales erklärte und weite Teile von Wales eroberte. Ab 1405 gelang es den englischen Truppen jedoch, die Rebellen zurückzudrängen, und um 1409 war Owain Glyndŵr geschlagen. Der Act of Union, die Gesetze zur Eingliederung von Wales 1535–1542, beendete endgültig die Sonderstellung der Welsh Marches und unterteilte Wales in dreizehn Grafschaften. Das englische Recht galt von nun an auch in Wales. Die Regelungen von 1535 wurden erst am 21. Dezember 1993, die von 1542 am 3. Januar 1995 aufgehoben und damit eine gewisse rechtliche Autonomie von Wales wiederhergestellt. 1998 wurde nach einem Referendum die Nationalversammlung für Wales konstituiert, die die Vollmacht über die öffentlichen Ausgaben innerhalb von Wales erhielt.
England als vierte und größte Nation des Vereinigten Königreichs verfügt weder über ein Landesparlament noch eine Landesregierung. Die Aufgaben werden vom Parlament und der Regierung des Vereinigten Königreiches wahrgenommen.

## Gemeinsame Rechtsordnung
Basis des Rechts in England und Wales ist das auch als Common Law bezeichnete English Law. Die Nationalversammlung für Wales kann auf Basis von Beschlüssen des Parlaments in Westminster eigene Gesetzesakte erlassen, die nur für Wales gelten. Mit dem Supreme Court of Judicature Acts (1873, in Kraft seit 1875) gibt es gemeinsame Gerichte, u. a. einen gemeinsamen High Court of Justice, der auch als High Court of England and Wales bezeichnet wird.